# Il metodo dell'onore
Il metodo dell'onore (The Honor System) è un film muto del 1917 diretto da R.A. Walsh (Raoul Walsh).

## Trama
Accusato di omicidio, Joseph Stanton viene condannato all'ergastolo. In prigione, l'uomo si batte per migliorare le condizioni dei carcerati chiedendo anche l'intervento del governatore per un'indagine sulle condizioni deplorevoli in cui versano. Le sue richieste però non piacciono al senatore Harrington, un politico di pochi scrupoli che si dimostra contrario anche alla domanda di grazia a Stanton (che, in realtà, ha ucciso solo per legittima difesa) nonostante l'appoggio che viene dato alla domanda dai funzionari carcerari.  Al condannato viene concesso sulla parola solo un permesso di tre giorni. Se, però, l'uomo non manterrà la parola data ritardando il suo rientro, questo sistema, basato sull'onore, verrà abolito. A Stanton viene data questa possibilità, ma Harrington briga per non fargli rispettare l'impegno, giungendo fino al rapimento. Stanton, però, riesce a fuggire e a dimostrare la sua innocenza. Il senatore finirà in carcere mentre la vittima dei suoi maneggi riacquisterà la propria rispettabilità e potrà sposare Editb, la figlia del guardiano della prigione.

## Produzione
Il film fu prodotto dalla Fox Film Corporation. Le scene in carcere furono girate nella Prigione di Stato dell'Arizona a Yuma.

## Distribuzione
Il copyright del film, richiesto da William Fox, fu registrato il 25 maggio 1919 con il numero LP13768.
Distribuito dalla Fox Film Corporation, il film uscì nelle sale cinematografiche statunitensi il 12 febbraio 1917 dopo essere stato presentato in prima al Lyric Theatre di New York il 6 febbraio 1917. In Danimarca, uscì in sala diviso in due parti: Paa Æresord - Part 1: Komplottet (prima uscita 8 settembre 1919) e Paa Æresord - Part 2: Troskabsprøven (prima uscita 19 settembre 1919).
Negli Stati Uniti, la Fox distribuì nuovamente il film nelle sale nel 1920.
Non si conoscono copie ancora esistenti della pellicola che viene considerata presumibilmente perduta.